# Nicchia di mercato
In economia la nicchia è una parte di mercato che la concorrenza non ha ancora raggiunto, o che essa ha parzialmente occupato, ma in maniera tale da non venire incontro soddisfacentemente alla domanda.
Può consistere in una parte di clientela, oppure in un determinato tipo di prodotti. Le nicchie sono in genere degli spazi piccoli, spesso ricercati da piccole imprese. Dati i costi fissi e le dimensioni modeste di una nicchia di mercato, non è detto che la sua conquista comporti la necessaria redditività.